# Бивоље Брдо
Бивоље Брдо је насељено мјесто у Босни и Херцеговини у граду Чапљина које административно припада Федерацији Босне и Херцеговине. Према попису становништва из 1991. у насељу је живјело 841 становника.

## Историја
На подручју насеља се налази истоимена јама дубока 40 m у коју су усташе у љето 1941. бациле 120 Срба из Козица. Ексхумација остатака жртава је извршена у децембру 1990.

## Становништво
| Демографија | Демографија | Демографија |
| Година      | Становника  | Становника  |
| ----------- | ----------- | ----------- |
| 1991.       | 841         |             |